# Opel Agila
Opel Agila – samochód osobowy typu mikrovan, a następnie hatchback klasy aut najmniejszych produkowany przez Opla razem z Suzuki w latach 2000–2014.

## Pierwsza generacja

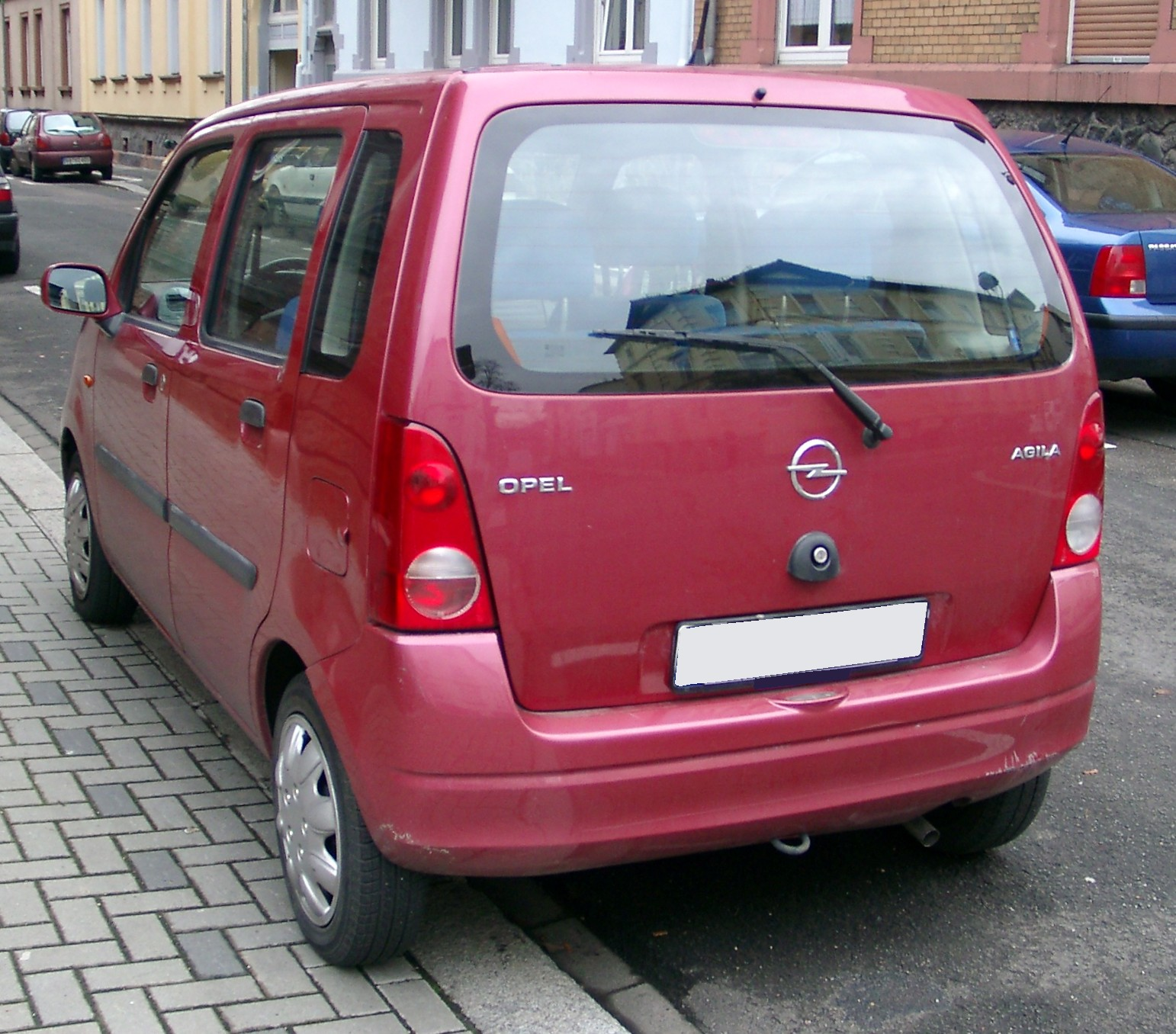
Opel Agila A – tył

Opel Agila I został zaprezentowany po raz pierwszy w 2000 roku.
Prototyp Concept A zapowiadający Agilę po raz pierwszy został zaprezentowany w 2000 roku na salonie w Genewie, w tym samym roku uruchomiono jego produkcję. W 2003 roku doczekał się faceliftingu. Samochód ten był produkowany tylko w Polsce w Gliwicach. Jest to bliźniacza konstrukcja Suzuki Wagon R+ II, różni się od niego detalami zewnętrznymi, wnętrzem i zespołem napędowym.
Pojazd zalicza się do tzw. mikrovanów. Dużą jego zaletą jest nieskomplikowana konstrukcja, czego następstwem jest niska cena. W zawieszeniu przednim zastosowano kolumny MacPhersona, a w tylnym sztywną oś z wahaczami wzdłużnymi, drążkiem Panharda i pionowo umieszczonymi sprężynami oraz amortyzatorami.
Silnik znajduje się z przodu i napędza przednie koła. Samochód wyposażano w trzycylindrowy, litrowy silnik benzynowy o mocy 60 KM; czterocylindrowy silnik benzynowy o pojemności 1,2 litra i mocy 75 KM (80 KM od 2005 roku) i czterocylindrowy silnik wysokoprężny z bezpośrednim wtryskiem paliwa common rail o pojemności 1,3 litra i mocy 70 KM. Ta jednostka napędowa CDTI o pojemności 1,3 litra – jest wspólnym dziełem konstruktorów Fiata i General Motors – w Bielsku-Białej.
Od marca 2005 do kwietnia 2007 montowano w zakładzie w Gliwicach po kilkaset sztuk miesięcznie modelu Suzuki Wagon R+ z podzespołów dostarczanych z węgierskiego Esztergomu. Produkcję pierwszej generacji Opla Agili zakończono 18 kwietnia 2007, wyprodukowano 433 500 sztuk modelu (97% wyeksportowano).

### Wersje samochodu
| Parametry                                    | Silnik                         | Silnik                         | Silnik                    |
| -------------------------------------------- | ------------------------------ | ------------------------------ | ------------------------- |
| Nazwa                                        | 1.0 TWINPORT                   | 1.2 TWINPORT                   | 1.3 CDTI                  |
| Typ silnika                                  | benzynowy                      | benzynowy                      | wysokoprężny              |
| Pojemność silnika (cm³)                      | 998                            | 1199                           | 1248                      |
| Moc (KM przy obr. na min.)                   | 60/5600                        | 75/5600                        | 70/4000                   |
| Moment obrotowy (Nm)                         | 88 Nm przy 3800 obr./min       | 110 Nm przy 4000 obr./min      | 170 Nm przy 1750 obr./min |
| Paliwo                                       | Benzyna bezołowiowa LO. min 95 | Benzyna bezołowiowa LO. min 95 | Olej napędowy             |
| Prędkość maksymalna (km/h)                   | 145                            | 155                            | 153                       |
| Przyspieszenie 0–100 km/h (w sekundach)      | 17,7                           | 13,5                           | 15,0                      |
| Zużycie paliwa w mieście (l/100 km)          | 7,0                            | 7,8                            | 6,6                       |
| Zużycie paliwa na trasie (l/100 km)          | 5,1                            | 5,5                            | 4,4                       |
| Zużycie paliwa w trybie mieszanym (l/100 km) | 5,8                            | 6,3                            | 5,2                       |
| Skrzynia biegów                              | 5-biegowa manualna             | 5-biegowa manualna             | 5-biegowa manualna        |

## Druga generacja

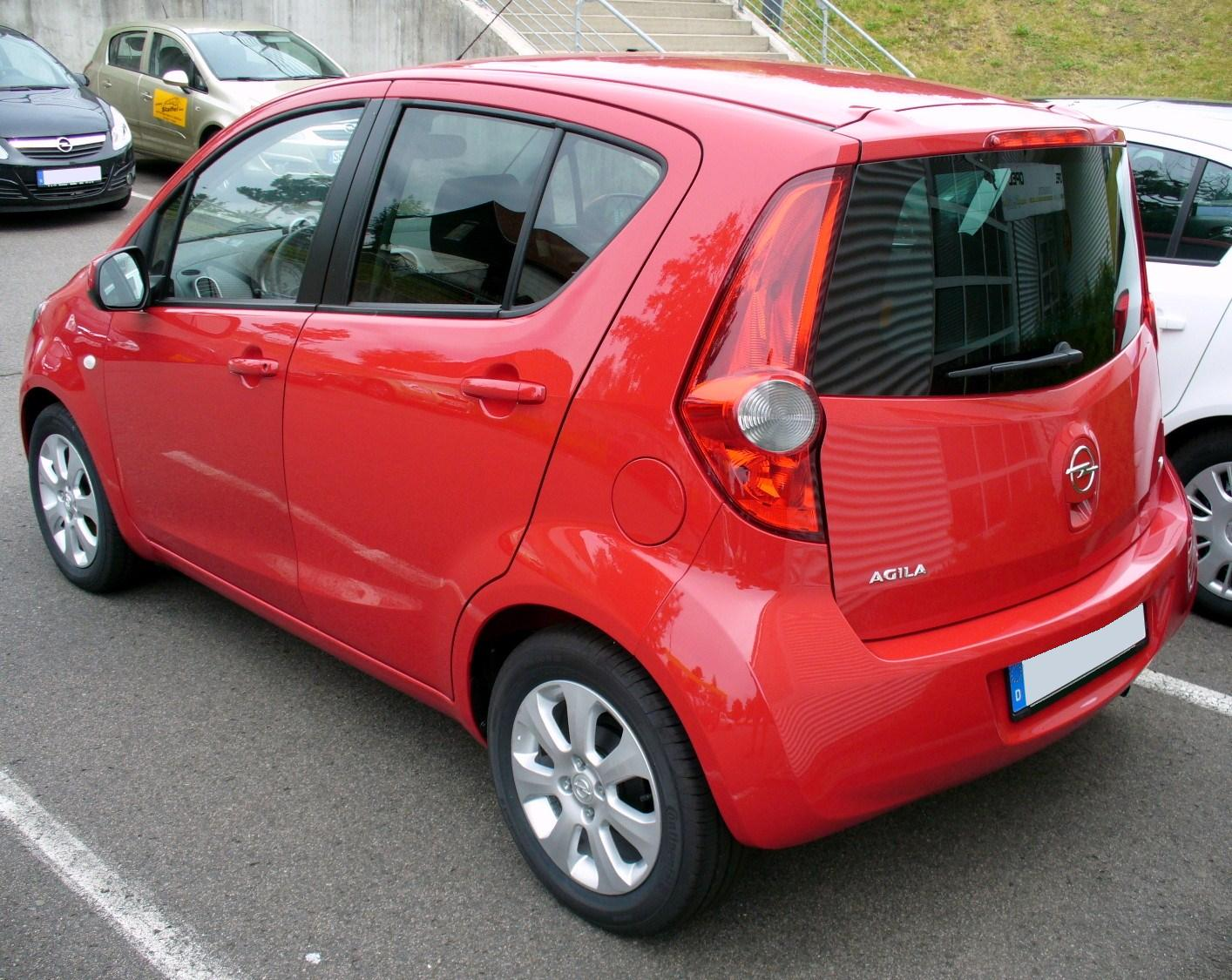
Opel Agila B – tył

Opel Agila II został zaprezentowany po raz pierwszy w 2008 roku.
Podobnie jak poprzednik jest to mały, pięciodrzwiowy samochód. Bliźniaczym autem jest Suzuki Splash. Samochód trafił do sprzedaży w Polsce w 2008 roku, mimo iż importer początkowo nie zamierzał go oferować w Polsce. Sprzedaż w Polsce zakończono w 2011 roku.

### Kolory nadwozia
- Błękitny Marrocan
- Biały Galaxy
- Czerwony Blazered
- Błękitny Atlanta
- Srebrny Steel
- Czarny Cosmic
- Zielony Lemongrass

### Silniki
| Parametry                                    | Silnik                         | Silnik                                      | Silnik                    |
| -------------------------------------------- | ------------------------------ | ------------------------------------------- | ------------------------- |
| Nazwa                                        | 1.0                            | 1.2                                         | 1.3 CDTI                  |
| Typ silnika                                  | benzynowy                      | benzynowy                                   | wysokoprężny              |
| Pojemność silnika (cm³)                      | 996                            | 1242                                        | 1248                      |
| Moc (KM przy obr. na min.)                   | 65/5600                        | 86/5500                                     | 75/4000                   |
| Moment obrotowy (Nm)                         | 90 Nm przy 4800 obr./min       | 114 Nm przy 4400 obr./min                   | 190 Nm przy 1750 obr./min |
| Paliwo                                       | Benzyna bezołowiowa LO. min 95 | Benzyna bezołowiowa LO. min 95              | Olej napędowy             |
| Prędkość maksymalna (km/h)                   | 160                            | 175/170¹                                    | 165                       |
| Przyspieszenie 0–100 km/h (w sekundach)      | 14,7                           | 12,3/14,8¹                                  | 13,9                      |
| Zużycie paliwa w mieście (l/100 km)          | 5,9                            | 6,9/7.8¹                                    | 5,5                       |
| Zużycie paliwa na trasie (l/100 km)          | 4,4                            | 4,7/4,9¹                                    | 4,0                       |
| Zużycie paliwa w trybie mieszanym (l/100 km) | 5,0                            | 5,5/5,9¹                                    | 4,5                       |
| Skrzynia biegów                              | 5-biegowa manualna             | 5-biegowa manualna / 4-biegowa automatyczna | 5-biegowa manualna        |

¹ – w przypadku auta wyposażonego w automatyczną skrzynię biegów.